# Wasserstraßen- und Schifffahrtsamt Bingen
Das Wasserstraßen- und Schifffahrtsamt Bingen (WSA Bingen) war ein Wasserstraßen- und Schifffahrtsamt in Deutschland. Es gehörte zum Dienstbereich der Generaldirektion Wasserstraßen und Schifffahrt, vormals Wasser- und Schifffahrtsdirektion Südwest.
Durch die Zusammenlegung der Wasserstraßen- und Schifffahrtsämter Bingen, Köln und Duisburg-Rhein ging es am 30. Januar 2020 im neuen Wasserstraßen- und Schifffahrtsamt Rhein auf.

## Zuständigkeitsbereich

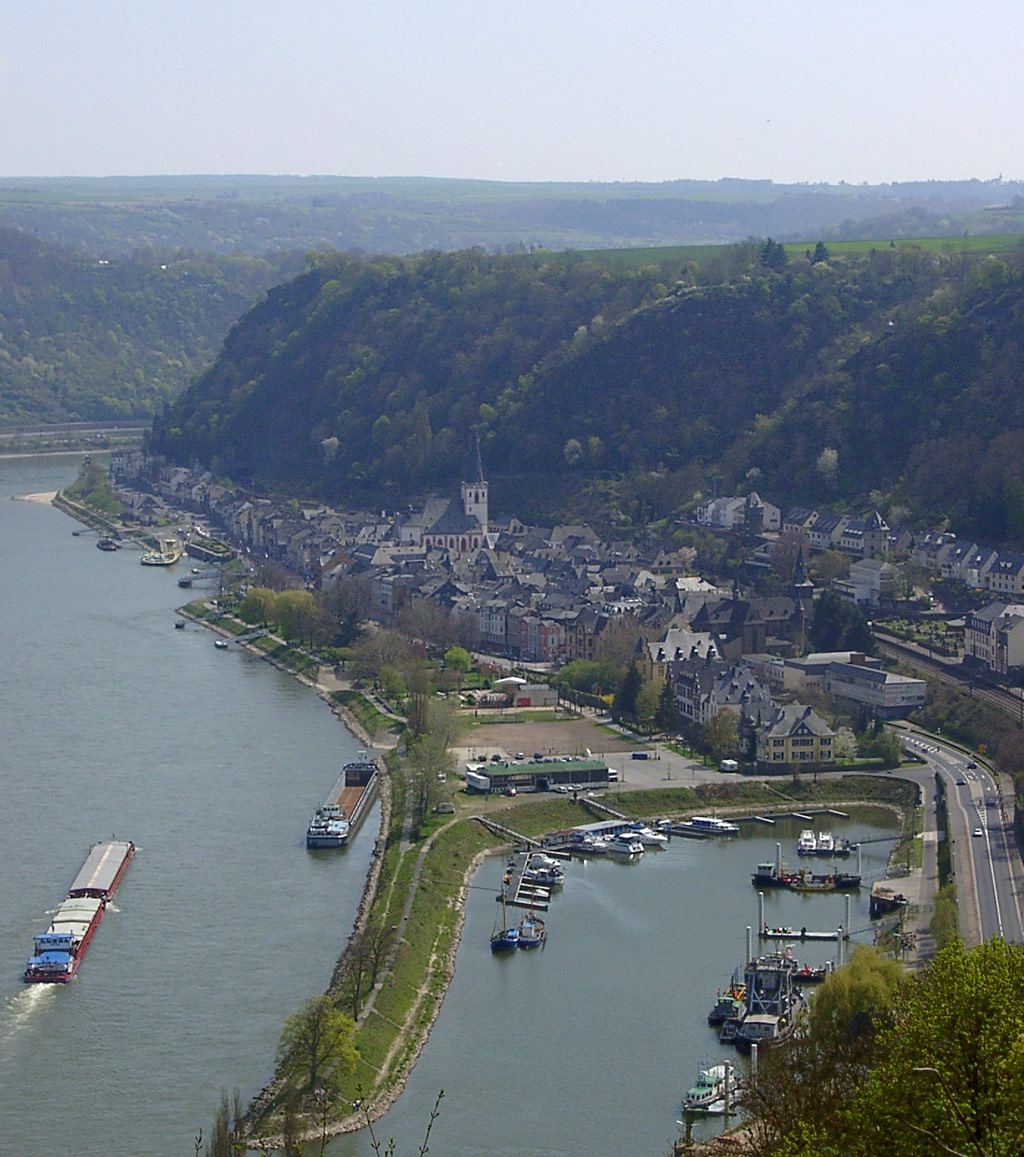
Rhein bei St. Goar

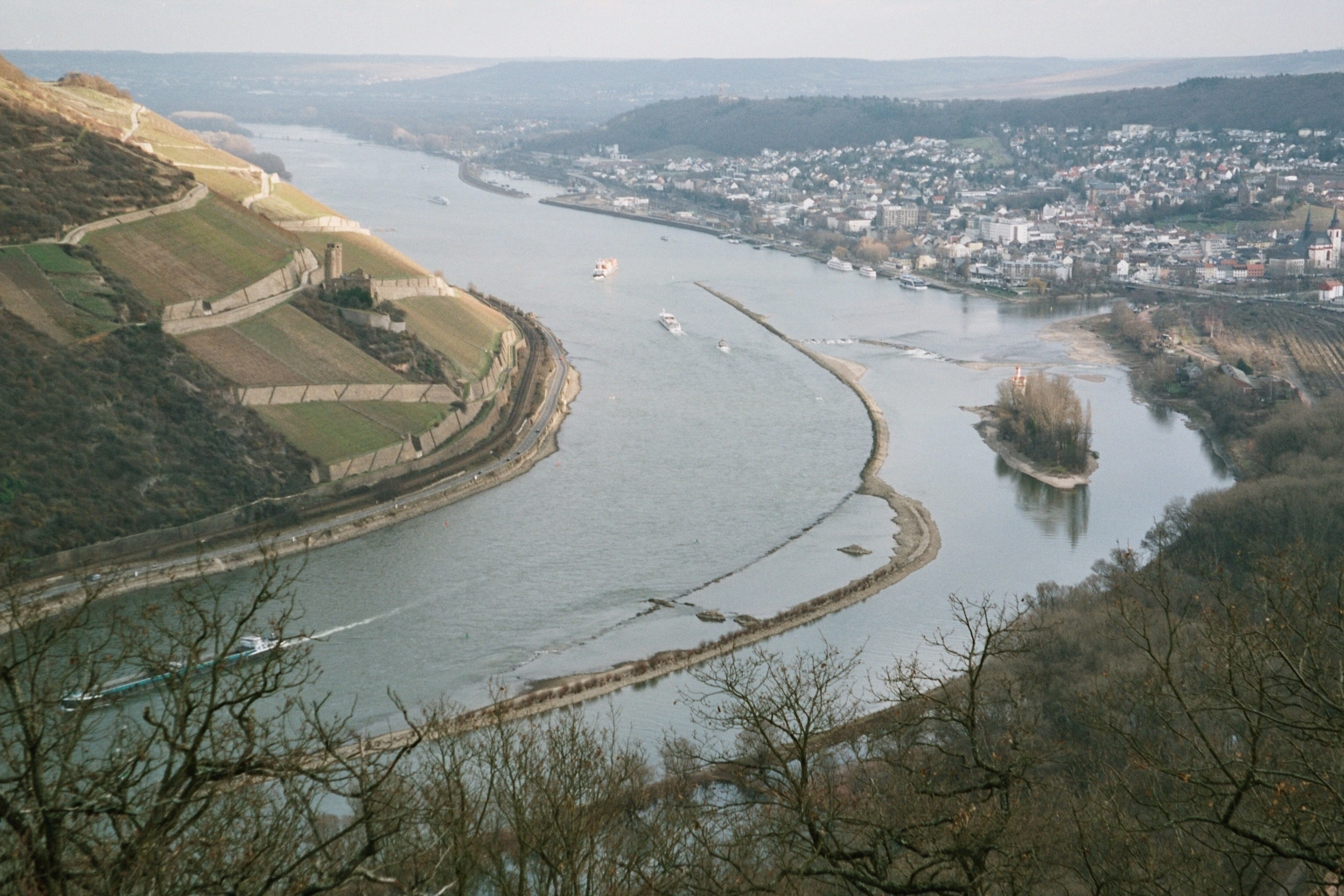
Binger Loch

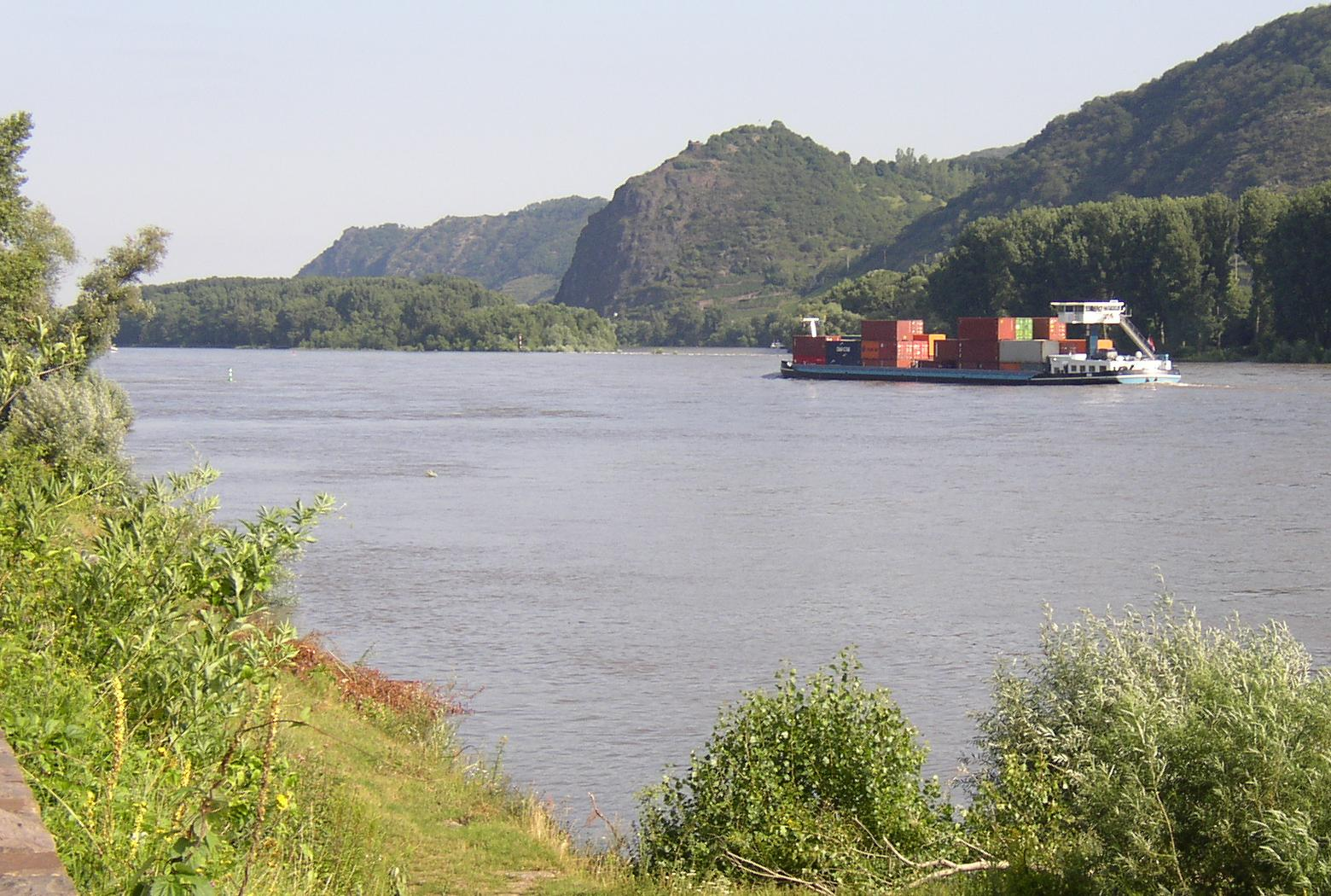
Rhein bei Andernach

Das Wasserstraßen- und Schifffahrtsamt Bingen war zuständig für die Bundeswasserstraße Rhein von Mainz (Grenze zum Amtsbereich des Wasserstraßen- und Schifffahrtsamtes Mannheim) bis zur Landesgrenze Rheinland-Pfalz/Nordrhein-Westfalen bei Oberwinter sowie die Mündung der Lahn in den Rhein.

## Aufgabenbereich
Zu den Aufgaben des Wasserstraßen- und Schifffahrtsamtes Bingen gehörten:
- Unterhaltung der Bundeswasserstraßen im Amtsbereich
- Betrieb und Unterhaltung baulicher Anlagen
- Aus- und Neubau
- Unterhaltung und Betrieb der Schifffahrtszeichen
- Messung von Wasserständen (→ Pegel Mainz)
- Übernahme strom- und schifffahrtspolizeilicher Aufgaben.

## Außenbezirke
Zum Wasserstraßen- und Schifffahrtsamt Bingen gehörten die Außenbezirke in Wiesbaden, St. Goar, Koblenz und Brohl.
- Der Außenbezirk Wiesbaden war zuständig für den Rhein von der Weisenauer Brücke (Rhein-km 493,5) bis Rhein-km 527,4 bei Bingen und Rüdesheim am Rhein.
- Der Außenbezirk St. Goar war zuständig für den Rhein von Rhein-km 527,4 bis Rhein-km 568,15 bei Boppard und Kamp.
- Der Außenbezirk Koblenz war zuständig für den Rhein von Rhein-km 568,15 bis Rhein-km 602,6 bei Urmitz und Engers sowie die Mündung der Lahn in den Rhein.
- Der Außenbezirk Brohl war zuständig für den Rhein von Rhein-km 602,6 bis Rhein-km 639,24 bei Rheinbreitbach am rechten Ufer und Rhein-km 642,2 bei Rolandswerth am linken Ufer.

Das Wasserstraßen- und Schifffahrtsamt Bingen verfügte über keinen eigenen Bauhof. Wartungs- und Instandsetzungsarbeiten an Schiffen und Anlagen des Wasserstraßen- und Schifffahrtsamtes wurden vom Bauhof Koblenz des Wasserstraßen- und Schifffahrtsamtes Mosel-Saar-Lahn durchgeführt.

## Revierzentrale

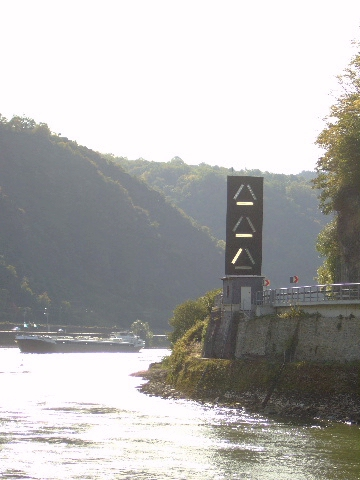
Wahrschau auf dem Rhein bei St. Goar

Das Wasserstraßen- und Schifffahrtsamt Bingen betrieb die Revierzentrale Oberwesel. Die Revierzentrale überwacht rund um die Uhr den Verkehr auf dem Rhein von Iffezheim (Rhein-km 334,0) bis Rolandseck (Rhein-km 642,2), auf dem Main von Hanau bis zur Mündung in den Rhein sowie auf dem Neckar zwischen Heilbronn und Feudenheim.
Die Revierzentrale Oberwesel betreibt auch den Nautischen Informationsfunk (NIF) und das 1995 eingeführte Melde- und Informationssystem Binnenschiffahrt (MIB).
- Der Nautische Informationsfunk dient dem Austausch von Nachrichten zwischen Verkehrsteilnehmern auf den Wasserstraßen im von der Revierzentrale überwachten Gebiet.
- Das Melde- und Informationssystem Binnenschifffahrt (MIB) erstreckt sich von Basel bis Rotterdam und auf dem Untermain. Es dient der Erfassung von Transportdaten bestimmter Schiffe durch die Revierzentralen. Die Daten werden bei Beginn einer Reise erstmals erfasst und während der Reise aktualisiert, so dass z. B. bei Schiffunfällen benötigte Daten für die Rettungsdienste und für die Gefahrenabwehr zuständigen Stellen zur Verfügung stehen.

Weiterhin ist die Lichtwahrschau des Schiffsverkehrs zwischen Oberwesel (Rhein-km 500,0) und St. Goar (Rhein-km 554,0) Aufgabe der Revierzentrale Oberwesel. In diesem Bereich befinden sich insgesamt fünf Signalstellen, drei davon für Bergfahrer, zwei für Talfahrer.

## Kleinfahrzeugkennzeichen
Den Kleinfahrzeugen im Bereich des Wasserstraßen- und Schifffahrtsamtes Bingen wurden Kleinfahrzeugkennzeichen mit der Kennung MZ zugewiesen.